# Résolution 43 du Conseil de sécurité des Nations unies
Membres permanents
- Chine
- États-Unis
- France
- Royaume-Uni
- URSS

Membres non permanents
- Argentine
- Belgique
- Canada
- Colombie
- Syrie
- RSS d'Ukraine

Résolution no 42 Résolution no 44
La résolution 43 du Conseil de sécurité des Nations unies  est une résolution du Conseil de sécurité des Nations unies adoptée le 1er avril 1948.
Elle note l'augmentation de la violence et du désordre en Palestine, tout en invitant l'Agence juive pour la Palestine et le Haut Comité arabe à envoyer des représentants au Conseil de sécurité en vue de la conclusion d'une trêve. La résolution appelle en outre les groupes arabes et juifs armés à cesser immédiatement les actes de violence.

## Texte
- Résolution 43 sur fr.wikisource.org
- Résolution 43 sur en.wikisource.org